# George Dempsey
George P. Dempsey (Filadelfia, 19 luglio 1929 – 7 ottobre 2017) è stato un cestista statunitense, professionista nella NBA.

## Carriera
Venne selezionato dai Philadelphia Warriors al settimo giro del Draft NBA 1951 (68ª scelta assoluta).

## Palmarès
- Campionato NBA: 1

Philadelphia Warriors: 1956